# Dr. Strangelove, avagy rájöttem, hogy nem kell félni a bombától, meg is lehet szeretni
Dr. Strangelove, avagy rájöttem, hogy nem kell félni a bombától, meg is lehet szeretni (eredeti cím: Dr. Strangelove or: How I Learned to Stop Worrying and Love the Bomb) Stanley Kubrick 1964-ben bemutatott filmje, mely Peter George Red Alert című regénye alapján készült. A főbb szerepekben Peter Sellers, George C. Scott, Sterling Hayden, Keenan Wynn és Slim Pickens látható.
A történet a hidegháború idején játszódik,  amikor az Egyesült Államok és a Szovjetunió egymásra irányították atomfegyvereiket, és a két ország között bármikor kirobbanhatott volna az atomháború.  A film két évvel a kubai rakétaválság után készült, és elég szatirikusan ábrázolja egy lehetséges atomháború kitörésének lehetőségeit. A film elején van egy közlemény, melyben kijelentik, hogy az Amerikai Egyesült Államok védelmével a valóságban nem történhetne meg az, ami a filmben bekövetkezik.
A filmet négy Oscar-díjra és hét BAFTA-díjra jelölték, és végül négy BAFTA-díjat kapott.

## Cselekmény

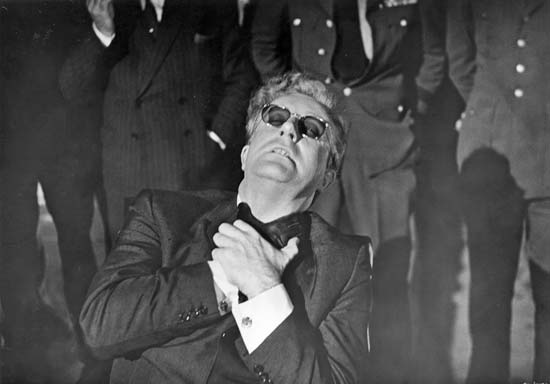
Dr. Strangelove (Peter Sellers)

Az amerikai Burpelson légierő bázisának parancsnoka Jack D. Ripper tábornok. A bázisról irányítják azokat az  50 megatonnányi atombombával felszerelt B-52-eseket, amelyek a nap 24 órájában a Szovjetunió határaitól nem messze járőröznek, hogy harci bevetés esetén 2 órán belül elérjék elsődleges célpontjaikat. Egyik nap a tábornok harci riadót rendel el. Eleinte mindenki csak gyakorlatnak gondolja, köztük a brit Lionel Mandrake is, aki angol-amerikai tiszti csereprogram keretében teljesít szolgálatot a bázison.
Ripper tábornok elrendeli az R-terv életbe lépését, amely arra az eshetőségre készült, ha kitörne az atomháború. Megparancsolja Mandrake-nek, hogy a bázison lévő összes magánrádiót gyűjtse össze. A bázist teljesen elvágják a külvilágtól, a bázis helyőrsége felkészül, hogy senkit se engedjenek be. Még az amerikai egységeknek látszó csapatokat se, mert a tábornok szerint a "vörösök" lesznek azok,  akik  amerikaiaknak álcázzák magukat. A B-52-eseknek kiadják a támadási parancsot, és a 34 repülő elindul, hogy ledobja bombáit a Szovjetunió bázisaira, városaira. A bombázók ezután átállítják kommunikációs eszközeiket egy 3 jegyű kódra, melyet Ripper tábornokon kívül senki sem ismer, és így csak Ő tud a repülőkkel kommunikálni.
A hír eljut az elnökig is, aki válságstábot hoz létre. A Stratégiai Tanácsteremben az elnök, a tanácsadói és magas rangú katonai szakértők, köztük Turgidson tábornok próbálja megtalálni a megoldást. Az elnök megpróbálja békésen megoldani a konfliktust, ezért az orosz nagykövetet, Alekszejt meghívja, bár ezt sokan ellenzik. Az elnök próbálja a feszültséget oldani, ezért megkínálja egy jamaicai szivarral, amit Alekszej elutasít, mondván Ő csak kubait szív, az imperialisták talpnyalóinak szivarát nem szívja. Arra a következtetésre jutnak, hogy 2 óra kevés lesz, hogy feltörjék a kódot, amivel visszahívnák a repülőgépeket. Ezért amerikai csapatokat küldenek, hogy foglalják el a Burpelson bázist és fogják el Ripper tábornokot. A szovjetek elárulják az amerikaiaknak, hogy készítettek egy fegyvert, amit csak Ítéletnapgépnek hívnak. A fegyver lényege, hogy ha támadás éri a Szovjetuniót, akkor automatikusan ellencsapást mér a támadóra. Sajnos ezt a gépet nem lehet leállítani, ezért ha egy bomba becsapódik, akkor kitör az atomháború. Alekszej szerint Kobalt-Tórium G-vel van felszerelve. Dr. Strangelove szerint a Kobalt-Tórium G-nek kilencvenhárom év a felezési ideje, ami elég hosszú idő ahhoz, hogy bárki túlélhesse a háborút. Az amerikai elnök többször beszél telefonon a szovjet elnökkel, Dimitrijjel, hogy ne támadják meg az Egyesült Államokat, mert ők nem akarják megtámadni a Szovjetuniót. Sőt megkéri a szovjeteket, hogy lőjék le a B-52-eseket, mielőtt még ledobnák bombáikat és kitörne az atomháború. A szovjet bürokráciára jellemző, hogy Dimitrij megkéri az amerikai elnököt, hogy hívja fel Omszkban a Központi Légvédelmi Hatóságot, mert ott tudják leállítani, bár a telefonszámukat nem tudja megadni, ezért azt javasolja, hogy előbb az omszki tudakozót hívja fel, ha meg akarja tudni a telefonszámot.

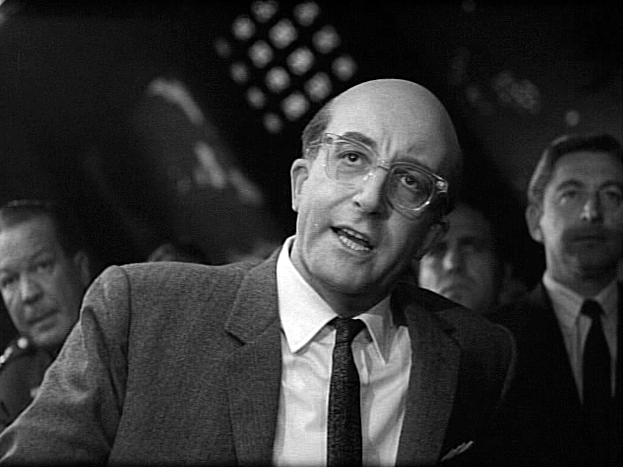
Merkin Muffley amerikai elnök (Peter Sellers)

Az amerikai csapatok elérik a Burpelson légibázist és heves ostrom kezdődik. Mandrake, aki az első percektől kezdve próbálja Rippert lebeszélni arról, hogy megtámadják a Szovjetuniót, rájön, hogy a tábornok megőrült. Az ostrom alatt ketten vannak a parancsnoki szobában, és Ripper kifejti Mandrake-nek, hogy a szovjet beszivárgás 1946 óta tart, és ezt azzal támasztja alá hogy 1946 volt az első év, amikor fluort adagoltak a csapvízhez. Ripper szerint ez a szovjetek műve, hogy így gyengítsék le a kapitalistákat, s megemlíti, hogy már a cukorhoz, liszthez, gyümölcshöz és a fagylalthoz is adnak fluort. A tábornok szerint meg kell védeniük az értékes testnedveiket a fluortól, ezért kell elpusztítani a Szovjetuniót. Mandrake most már tisztán látja, hogy Ripper megőrült, ezért nem mond neki ellent, sőt úgy csinál, mintha az Ő pártján lenne azért, hogy kicsikarja belőle a 3 betűs kódot, amivel vissza lehet hívni a bombázókat. Ripper úgy dönt, hogy megborotválkozik, ezért bezárkózik a mosdóba, de pár perc múlva agyonlövi magát. Mandrake a tábornok jegyzeteiből rájön a kódra.
A bázist sikerül elfoglalni, mikor épp telefonálna Mandrake, hogy megvan a kód, Guano ezredes lép be, és Rippert keresi. Mandrake megörül neki, de Guano kimért és hideg vele szemben, elmondja,  neki az a parancsa, hogy Ripper tábornokot megtalálja. Mikor megtudja mi történt Ripperrel, nem  hisz Mandrake-nak, és elmondja, hogy szerinte Mandrake valamiféle perverz, aki megölte Ripper tábornokot, és a többi perverzzel lázadást szított. Mandrake mindenképpen telefonálni akar az elnöknek, hogy megmondja a kódot, de az ostrom során a bázis telefonjai megsérültek. Guano ha nehezen is, de megengedi, hogy egy pénzérmés fülkéből telefonáljon. De nincs elég aprópénze, ezért megkéri Guanót, hogy lőjje szét a Coca-Cola automatát, de Guano nem akarja, mert az magántulajdon. Végül is mikor Mandrake felvilágosítja, hogy most a világ sorsa forog veszélyben, Guano szétlövi, de csak azzal a feltétellel, hogy a gép megsemmisítéséért nem Ő lesz a felelős. A hívás hatására sikerül visszahívni a 34 kiküldött bombázóból 30-at, míg a szovjetek jelentése szerint 4-et lelőttek. Mindenki boldog, hogy elhárult a veszély, amikor csörög a Stratégiai Tanácsteremben a telefon. A szovjetek azok és közlik, hogy a Laputai bázis felé tartó gépet nem hívták vissza. Kiderül, hogy mégsem lőtték le a gépet a szovjetek, csak megsérült és a célja felé tart, sajnos a kommunikációs berendezése megsérült, így nem tudnak velük kapcsolatba lépni. A bombázó végül ledobja az atombombáját, és ezzel kitör az atomháború.
Dr. Strangelove-nak van egy mentő ötlete, szerinte ha a több száz méter mély bányákba lemennének, akkor 100 évig is elélhetnének, miközben növényeket termesztenének és állatokat tenyésztenének a föld alatt. Szerinte több százezer ember menekülhetne meg, de csak a legegészségesebbeket, legokosabbakat, leghasznosabbakat kell kiválasztani, akik majd újra benépesítik a Földet. Szerinte szükség van a jelenlegi felső vezetés, mind a politikusok és katonai vezetők szaktudására, hogy száz év múlva újra folytathassák a szovjetek elleni versenyt. Megemlíti, hogy kívánatos lenne, ha egy férfira 10 nő jutna és így szerinte akár 20 év alatt elérnék a mostani GDP-t. A politikusoknak és katonai vezetőknek egyre inkább tetszik az ötlet. Turgidson tábornok arról érdeklődik, hogy akkor a férfiaknak engedélyezhető lenne a poligámia. Dr. Strangelove  közli vele, hogy nem csak hogy engedett lenne, de szükségszerűnek is kell lennie, a férfiaknak meg kell hozni ezt a kis áldozatot a hazáért. Most már mindenki mosolyog, még az orosz nagykövet is, a film végén atombombákat látunk felrobbanni és ezzel kezdetét veszi a bunkerháború.

## Szereplők
| Szereplő                                                         | Színész          | Magyar szinkron        | Magyar szinkron        | Magyar szinkron        |
| Szereplő                                                         | Színész          | 1. szereposztás (1987) | 2. szereposztás (2006) | 3. szereposztás (2009) |
| ---------------------------------------------------------------- | ---------------- | ---------------------- | ---------------------- | ---------------------- |
| Dr. Strangelove / Lionel Mandrake ezredes / Merkin Muffley elnök | Peter Sellers    | Szombathy Gyula        | Mikó István            | Gyabronka József       |
| Buck Turgidson tábornok                                          | George C. Scott  | Kránitz Lajos          | Csankó Zoltán          | Csuja Imre             |
| Jack D. Ripper tábornok                                          | Sterling Hayden  | ?                      | Szersén Gyula          | Epres Attila           |
| T. J. „King” Kong őrnagy                                         | Slim Pickens     | ?                      | Harsányi Gábor         | Bezerédi Zoltán        |
| Lothar Zogg hadnagy                                              | James Earl Jones | ?                      | Sárközi József         | ?                      |
| „Bat” Guano ezredes                                              | Keenan Wynn      | ?                      | Varga T. József        | Várkonyi András        |
| Alekszej, a szovjet nagykövet                                    | Peter Bull       | ?                      | Vass Gábor             | Breyer László          |
| Miss Scott                                                       | Tracy Reed       | ?                      | Zsigmond Tamara        | ?                      |
| Mr. Staines                                                      | Jack Creley      | ?                      | Sörös Sándor           | ?                      |

## Érdekességek
- Peter Sellers a filmben három szerepet is játszik, mégpedig Dr. Strangelove tudós, Lionel Mandrake ezredes és Merkin Muffley elnök szerepét.
- "Bat" Guano ezredes neve egy szójáték, a Guano jelentése madár- vagy denevérürülék; a beceneve Bat, ami magyarra lefordítva denevért jelent.
- Jack D. Ripper tábornok neve is szójáték, az angol Jack the Ripper-re asszociál ami magyarul Hasfelmetsző Jacket jelent.
- T. J. "King" Kong neve egyértelműen King Kongra, az óriásmajomra utal.
- A filmben a bázison többször látható a Peace is our Profession, azaz „A békéért dolgozunk” felirat, ami elég ironikus egy atombombákkal felszerelt bázis esetében. Főleg harci jelenetekben látni mint a kapuk ostromakor a kapuk melletti táblán, de Mandrake irodájában is ki van szegezve a falra.
- Amikor a B-52-es bombázót és személyzetét mutatják akkor a When Johnny Comes Marching Home című hazafias amerikai dal szól aláfestő zeneként.
- Dr. Strangelove valódi neve Dr. Merkwürdigliebe, aki a második világháború után az Egyesült Államokba emigrált. Bár próbálja magát amerikainak mutatni, náci érzéseit nehezen tudja elnyomni. Többször is „Mein Führer”-nek hívja az amerikai elnököt, és kezével ösztönösen náci karlendítéseket csinál, amiről ugyan próbál leszokni. Kezét harapdálja büntetésként és próbál ráülni a jobb kezére, hogy ne csináljon karlendítéséket. Ez ugyanakkor nehezére esik, hiszen jobb keze mintha önálló életet élne, s nemegyszer fojtogatja Dr. Strangelove-ot, amiért az próbálja elnyomni a náci érzéseit.
- A film elején T. J. "King" Kong a Playboyt olvassa, melynek címlapján a Miss Scott-ot alakító Tracy Reed látható: ez az újság a Playboy 1962. júniusi száma, mely valóban a filmben látható formában jelent meg, és nem csak a film kedvéért csinálták.

## Fontosabb díjak és jelölések

### Oscar-díj(1965)
- jelölés: legjobb férfi főszereplő (Peter Sellers)
- jelölés: legjobb forgatókönyv (Stanley Kubrick, Peter George, Terry Southern)
- jelölés: legjobb rendező (Stanley Kubrick)
- jelölés: legjobb film

### BAFTA-díj(1965)
- díj: legjobb brit díszlet (fekete-fehér) (Ken Adam)
- díj: legjobb brit film
- díj: legjobb film
- díj: UN award
- jelölés: legjobb brit színész (Peter Sellers)
- jelölés: legjobb brit forgatókönyv (Stanley Kubrick, Peter George, Terry Southern)
- jelölés: legjobb külföldi színész (Sterling Hayden)

## Filmzene
- „Try a Little Tenderness”: előadja Harry M. Woods, Reginald Connelly és Jimmy Campbell.
- „When Johnny Comes Marching Home”: előadja a Union Army zenekar.
- „We’ll Meet Again”: előadja Vera Lynn és kórusa, írta Ross Parker és Hughie Charles.